# テア・ツルキアニ
テア・ツルキアニ（グルジア語: თეა წულუკიანი、グルジア語ラテン翻字: Tea Tsulukiani、1975年1月21日 – ）は、ジョージアの法律家、政治家。2014年10月から法務大臣を務めた。彼女は同国史上2人目の女性法務大臣であった。

## 生い立ち
1975年にトビリシで法律家アヴタンディル・ツルキアニの娘として誕生。1992年にフランスのリヨンにある公立中等教育機関コレージュ＝リセ・アンペールを卒業。トビリシ国立大学を経て、1997年にトビリシのジョージア外務省外交アカデミーで国際法・国際関係学部を卒業。翌1998年に外交官資格を取得。1997年から1998年はジョージア外務省内で働き、1998年にストラスブールのフランス国立行政学院に入学。フランス語を学びつつ、サルト県知事室に勤務した。2000年にフランス国立行政学院を修了し、行政学専攻のディプロマを取得。
2000年9月から2010年2月までストラスブールの欧州人権裁判所にて法律家として勤務。裁判所規則委員会の委員を務め、また単独裁判官の法廷にて審査報告官を務めた。主にジョージア語、ロシア語、フランス語に関連する事案を扱った。2010年2月24日に欧州人権裁判所を退職し、ジョージアに帰国。

## 政治経歴
2010年5月15日、ツルキアニは前年に元国連大使イラクリ・アラサニアが設立した野党「我らがジョージア 自由民主主義者」に参加し、党の人権委員長顧問に就任。その翌月、副党首に任命された。ツルキアニは2012年の総選挙にて、野党連合「ジョージアの夢」に加わって立候補。ナザラデヴィ小選挙区で全体の72パーセントを得票して勝利し、ジョージア国会議員に就いた。
2012年10月25日、ツルキアニはイヴァニシヴィリ内閣で法務大臣に指名され就任。彼女は続くガリバシヴィリ内閣、クヴィリカシヴィリ内閣でも続けて法務大臣を任された。2013年3月、ツルキアニは国賓としてアメリカ合衆国を訪問。欧米の外交官らは、ジョージア新政府が政治的な点数稼ぎのために法制度を利用している可能性を懸念した。
ツルキアニはジョージア政府において8つの省庁間協議会――刑事司法改革審議会、汚職防止評議会、薬物対策評議会、拷問対策評議会、不法取引対策評議会、移民問題国家委員会、自由で公正な選挙に関する省庁間委員会――で議長を務めた。

## 批判
2013年3月、野党統一国民運動はツルキアニについて、政府の役割を遂行するための熟度が不足していると非難した。ジョージアの法律では、法務大臣になる者は法学部卒業であることが必要事項であった。彼女は行政学を修めていたが、法学により卒業したと主張したことにより、問題は下火となった。
野党統一国民運動の議員ティナティン・ボクチャヴァは、ツルキアニが父親アヴタンディル・ツルキアニの助言の下で動いていると指摘し、その父親が裁判官として働いていた1991年から1997年までの間で20人に死刑判決を下したことを問題視した。